# Алехандро Ісіс
Алеха́ндро І́сіс (ісп. Alejandro Hisis, повне ім'я Алеха́ндро Мануе́ль І́сіс Ара́йя ісп. Alejandro Manuel Hisis Araya; народився 16 лютого 1962; Вальпараїсо, Чилі) — чилійський футболіст, захисник. Ісіс захищав кольори національної збірної Чилі, у складі якої брав участь у двох розіграшах Кубка Америки: у 1983, 1989 роках. Також був гравцем олімпійської збірної Чилі на Літніх Олімпійських іграх 1984 у Лос-Анджелесі. Протягом кар'єри виступав за команди «Комунікасьйонес», «Коло-Коло», ОФІ, «Монтеррей», «Тигрес», «Пачука», «Палестіно» та «Сантьяго Морнінг».

## Нагороди та досягнення
- «Коло-Коло»
  - Рекопа Південної Америки (1): 1992
  - Прімера Дивізіон (2): 1980—1981, 1982—1983
  - Кубок Чилі (3): 1980—1981, 1981—1982, 1984—1985
- ОФІ
  - Кубок Греції (1): 1986—1987
- «Монтеррей»
  - Кубок Мексики (1): 1991—1992